# 세이셸의 국장

세이셸의 국장

세이셸의 국장은 1976년 5월 27일에 제정되었으며 현재의 국장은 1996년 6월 18일에 수정되었다.
국장 가운데에 그려져 있는 방패 안에는 초록색 대지가 그려져 있으며 대지 위에는 거북과 코코넛 나무가 그려져 있다. 대지 뒤에는 푸른 바다와 두 개의 섬, 선박이 그려져 있고 방패 위쪽에는 은색 투구가 올려져 있다. 투구 위에는 파란색과 하얀색 두 가지 색으로 구성된 네 개의 물결 무늬가 그려져 있으며 물결 무늬 위에는 날고 있는 흰꼬리열대새가 그려져 있다.
방패 양쪽에는 두 마리의 하얀색 돛새치가 그려져 있다. 방패 아래쪽에 있는 리본에는 세이셸의 나라 표어인 "노동은 마지막에 왕관을 씌운다"("Finis Coronat Opus")가 라틴어로 쓰여져 있다.

## 역대 국장

1903년-1961년 영국령 세이셸의 문장
1961년-1976년 영국령 세이셸의 문장
1976년-1996년 세이셸의 국장